# Гордонсвілл (Теннессі)
Гордонсвілл (англ. Gordonsville) — місто (англ. town) в США, в окрузі Сміт штату Теннессі. Населення — 1363 особи (2020).

## Географія
Гордонсвілл розташований за координатами 36°11′10″ пн. ш. 85°55′53″ зх. д. / 36.18611° пн. ш. 85.93139° зх. д. (36.186191, -85.931464).  За даними Бюро перепису населення США в 2010 році місто мало площу 18,40 км², з яких 18,28 км² — суходіл та 0,13 км² — водойми.

## Демографія
Згідно з переписом 2010 року, у місті мешкало 1213 осіб у 496 домогосподарствах у складі 335 родин. Густота населення становила 66 осіб/км².  Було 554 помешкання (30/км²).
Расовий склад населення:
| - 95,2 % — білих - 1,8 % — чорних або афроамериканців - 0,8 % — азіатів - 0,1 % — корінних американців |

До двох чи більше рас належало 1,4 %. Частка іспаномовних становила 1,7 % від усіх жителів.
За віковим діапазоном населення розподілялося таким чином: 24,8 % — особи молодші 18 років, 61,5 % — особи у віці 18—64 років, 13,7 % — особи у віці 65 років та старші. Медіана віку мешканця становила 39,0 року. На 100 осіб жіночої статі у місті припадало 94,4 чоловіків;  на 100 жінок у віці від 18 років та старших — 92,0 чоловіків також старших 18 років.
Середній дохід на одне домашнє господарство  становив 57 764 долари США (медіана — 44 615), а середній дохід на одну сім'ю — 67 196 доларів (медіана — 57 083). За межею бідності перебувало 19,0 % осіб, у тому числі 27,9 % дітей у віці до 18 років та 5,4 % осіб у віці 65 років та старших.
Цивільне працевлаштоване населення становило 645 осіб. Основні галузі зайнятості: виробництво — 30,4 %, освіта, охорона здоров'я та соціальна допомога — 12,6 %, мистецтво, розваги та відпочинок — 10,5 %, роздрібна торгівля — 9,1 %.